# Csohány Gabriella
Csohány Gabriella (Ölyvös, 1919. május 19. – Budapest, 1972. szeptember 22.) magyar költő, író, szerkesztő. "Költeményeit és prózai írásait szocialista eszmeiség és lírai érzékenység hatja át"- írta róla az Új magyar lexikon.

## Életpályája
Tanítónői oklevelének a megszerzése után, 1939 és 1941-ben az Ugocsa vármegyei Mátyfalván tanított. 1942-ben Budapestre került és  tisztviselőként dolgozott.  1945 és 1947 között funkcionárius volt  a Pedagógusok Szakszervezetében, majd 1947 – 1950 között a Pártfőiskolán tanított. 1951 és 1953 között a Magyar Írók Szövetségében agitációs propaganda titkár volt. Verseket is ebben az időszakban publikált. 1954-ben Bulgáriában vett részt egy féléves tanulmányúton. 1955-től a Magyar Rádió ifjúsági osztályának vezetője, 1957-től a Pajtás című gyermeklap szerkesztője, majd 1959-től főszerkesztője volt. Ezután prózai művekkel jelentkezett: egy útirajzot adott ki bulgáriai élményeiről és két önéletrajzi jellegű regényt írt.

## Főbb művei
- Köszönöm! (versek, Bp., 1951)
- Dal az emberekről (versek, Bp., 1954)
- Savanyú tej mézzel (bulgáriai útirajz, Bp., 1958)
- Családfa helyett (regény, Bp., 1968)
- A szemtanú (regény, Bp., 1968)
- Kórház mécsvilágnál (regény, Bp., 1970)